# Enriqueta Flores Arredondo
Enriqueta Flores Arredondo nació en Santiago de Chile, 4 de abril de 1930, es una escritora, profesora de Castellano y Postgrado en Evaluación Educacional (Universidad de Chile). Su producción literaria, dirigida especialmente a los adolescentes, se caracteriza por su estilo realista y formativo en que las situaciones narradas reflejan con acierto el mundo juvenil. Ingresó al Jardín de niños Claudio Matte, ya había aprendido a leer. Estudió en el Liceo Santiago para señoritas, un colegio de religiosas suizas, alemanas y chilenas. La capilla y la biblioteca eran su refugio, lugares (según ella) predilectos para reflexionar y soñar. Concluyó Humanidades en el Liceo de Niñas N.º 3 y dio el bachillerato en Letras. En el Instituto Pedagógico de la Universidad de Chile se tituló de profesora de Castellano y Especialista en Evaluación Educacional. Los días en que Enriqueta esperaba ansiosa con ilustraciones y relatos fantásticos, y los días en que colaboraba con la revista Margarita con sonetos y artículos, fueron reemplazados por la rutina del trabajo y la necesidad urgente de hacerse futuro. Innumerables cursos de perfeccionamiento y agotadoras jornadas de trabajo alternaron las horas en que se entregaba al cuidado del hogar y a su único hijo: Horst. Nada se le dio fácil pero alcanzó las metas anheladas. Colaboró en tareas técnicas en reparticiones del Ministerio de Educación y jubiló en 1987 como docente directivo.

## OBRAS
- 1989 - Una niña llamada Ernestina
- 1992 - Griselda la olvidada
- 1994 - Los amigos de Ernestina
- 1995 - Los casi casi primos
- 1999 - Días de sol y niebla
- 2002 - Los burritos de Machali en la antología de Chile en cuentos
- 2004 - Carmelita de las Campanas

## Premios
- 1989 - Primer premio en el concurso de literatura juvenil Marcela Paz.
- 1999 - Primer premio de novela breve FELIPE TRIGO, (Villanueva de la Serena, España), por LA MÁCULA.
- 2003 - Premio de novela infantil Martha Brunet por CARMELITA DE LAS CAMPANAS.
- 2012 - Premio "Cuentos con arte" por el relato EL CIERVO DE LAS CUERNA DE ORO.

- Datos: Q5834023